# Tianjin Modern City Office Tower
La Tianjin Modern City Office Tower est un gratte-ciel de 338 mètres construit en 2016 à Tianjin en Chine.
Il est situé sur la Voie Binjiang (赤峰道) à son intersection avec 陕西路, shǎnxī lù, proche de son intersection avec la Route Nanjing (南京路, nánjīng lù) et de la  et fait partie du projet plus vaste de Tianjin Modern City (天津现代城, tiānjīn xiàndài chéng). Le projet comporte également un second gratte-ciel de 205 m de haut, comportant un hôtel 5 étoiles et des appartements luxueux.